# Кентауский трансформаторный завод
Кентауский трансформаторный завод (КТЗ) — предприятие по производству трансформаторов, подстанций и другого электротехнического оборудования, крупнейший производитель трансформаторного оборудования в СНГ, входит в рейтинг 50 крупнейших частных компаний Казахстана по версии Forbes. Расположен в городе Кентау, Туркестанской области. Входит в электротехнический холдинг Alageum Electric.

## История
- 8 августа 1959 года постановлением Правительства Казахской ССР на базе строящегося автомобильного завода в городе Кентау образован «Кентауский трансформаторный завод» как предприятие по выпуску силовых трансформаторов 1-2 габарита и комплектных трансформаторных подстанций.
- 10 июля 1960 года выпущен первый трансформатор ТМ-180/10
- В 1967 году завершено строительство основного корпуса завода, площадь которого составляла 14,25 тыс. м.
- В 1972 году завод освоил и начал выпуск электрокипятильников (ЭПО-1,0/220, ЭПМ-0,3/220, ЭПМ-0,5/220), электроплит, чудопечек «Тамаша», электрических духовок, масляных радиаторов ЭРМПБ 1,0-220.
- В 1997 году, когда завод находился на грани банкротства, контрольный пакет акций выкупил Сайдулла Кожабаев, после чего КТЗ вошёл в состав холдинга Alageum Electric[3].
- С 2014 года на базе КТЗ действует политехнический колледж[4].

В 1997-м году предприятие выпускало лишь 10 видов готовой продукции, а сегодня[когда?] перечень наименований расширился более чем в сорок раз, и все эти ранее не производившиеся в Казахстане изделия. На КТЗ впервые в истории Казахстана освоены и запущены в серию силовые трансформаторы напряжением 35 и 110 кВ мощностью до 80 000 кВ, весом до 125 тонн.